# Pšenice špalda
Pšenice špalda, běžně pouze špalda (Triticum spelta, zastarale samopše) je druh rozpadavé pšenice. Byla pěstována v Evropě již před 8000 lety  [zdroj?], pěstovali ji Egypťané, Keltové i Germáni [zdroj?]. Později ustoupila šlechtěné pšenici, která vykazovala vyšší výnosy.

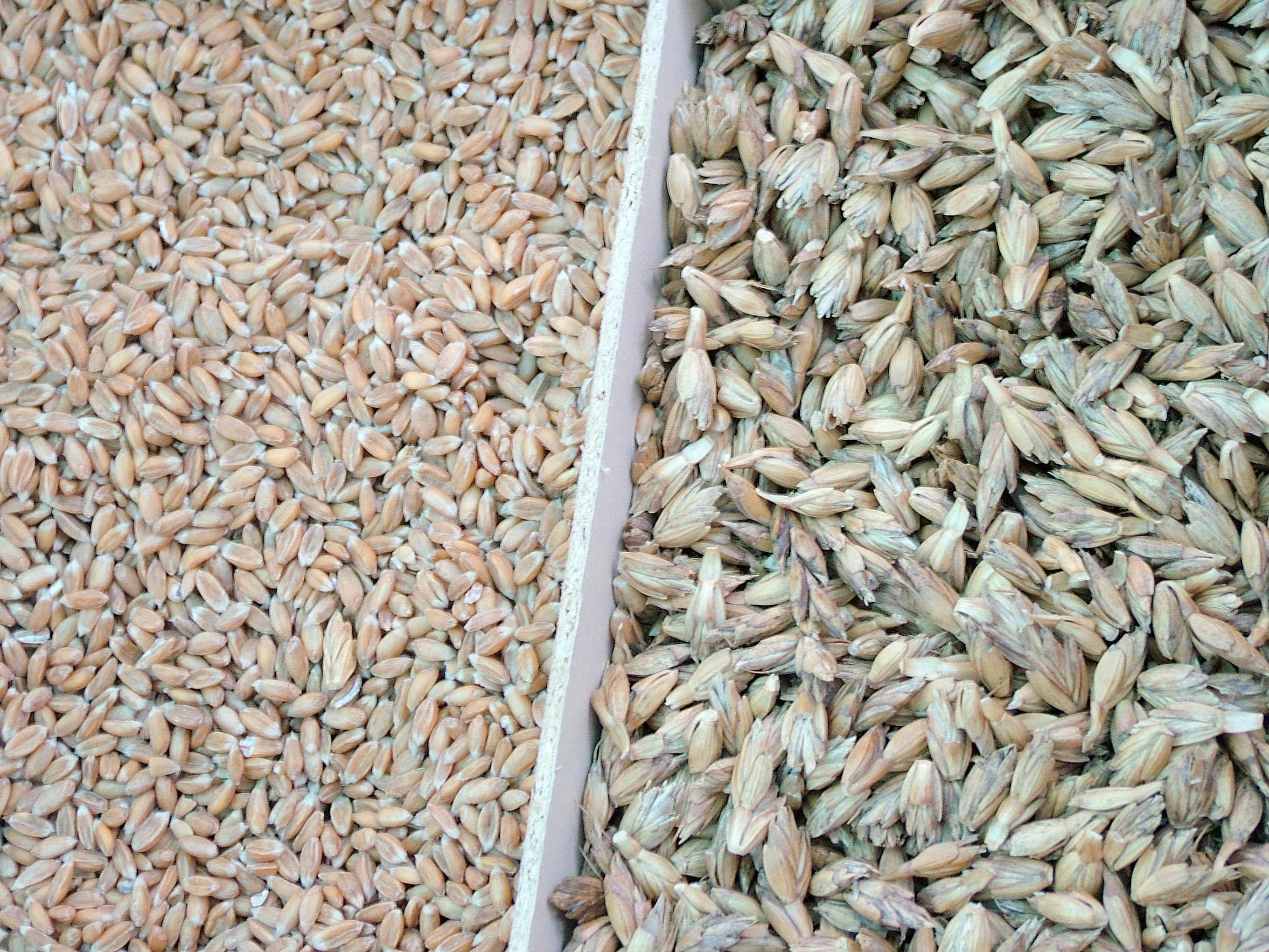
Špalda loupaná a neloupaná

V současnosti je špalda považována za zdravější alternativu šlechtěné pšenice, s vyšším podílem minerálních látek a bílkovin. Vzhledem ke své minimální reakci na hnojení umělými hnojivy [zdroj?], značné odolnosti proti škůdcům, chorobám a nepřízni počasí [zdroj?] je vhodnou a často využívanou plodinou v ekologickém (bio- / organickém) zemědělství. Známé je např. jídlo tzv. špaldoto, připravené podobně jako rizoto. Ze špaldy se také vyrábí kávovina jako náhražka kávy. Ve Švýcarsku se používá jako sladová přísada (pivo Dinkel Einsiedler bier).

## Zdravotní účinky špaldy
Sv. Hildegarda z Bingenu údajně jednou řekla: „Kdyby už člověk nemohl nic jíst a nic mu nepomáhalo, špalda jej postaví na nohy.“ Moderní medicína špaldě připisuje pozitivní účinky na stimulaci imunitního systému.[zdroj?] Zároveň je špalda lehce stravitelná a má mnohem nižší toxicitu pro alergické jedince.[zdroj?] Proto ji mohou lidé s alergií na pšenici použít jako náhradu pšenice. [zdroj?] Nesmíme ovšem zaměnit alergii na pšenici s celiakií. Špalda není bezlepková, není tedy vhodná pro bezlepkovou dietu.

## Další výrobky ze špaldy
Ze špaldy se praží špaldová káva, která je bez kofeinu a svou jemnou chutí a vůní uspokojí i náročné gurmány. Jsou využívána i zelená zrna zvaná grünkern, jejichž speciální přípravou se získává tzv. zelený kaviár. Z této rostliny lze zužitkovat i „odpad“. Slupky (pluchy) z jejího obilného zrna jsou totiž využívány jako plnidlo do polštářů nebo slamníků. Pluchy jsou lehké a přizpůsobí se tvaru těla [zdroj?]. Také špaldovou slámu můžeme využít k výrobě došků – původní střešní krytiny.